# 硬木

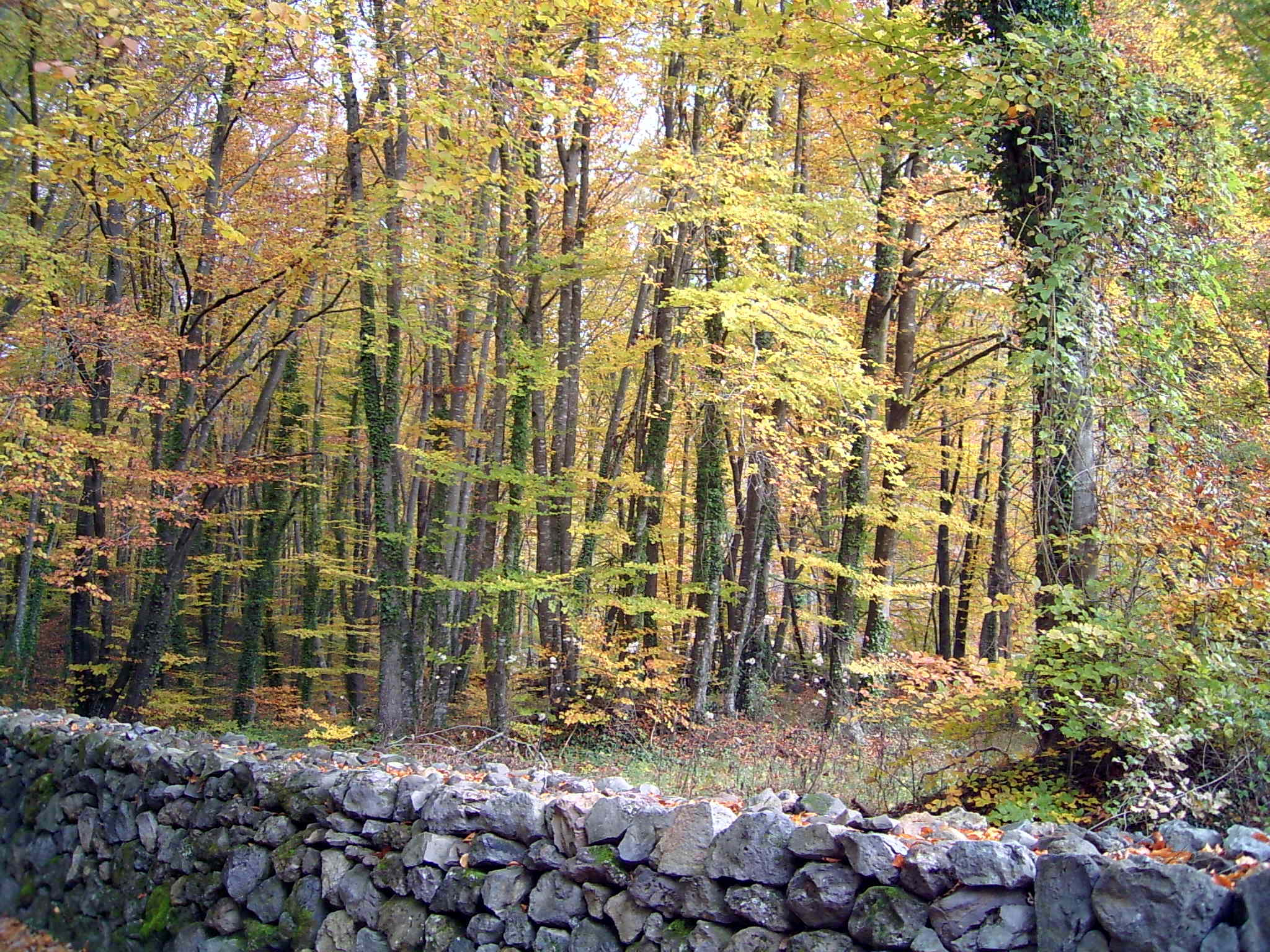
水青岡屬硬木林

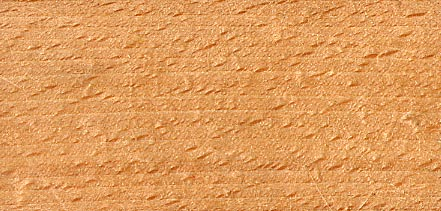
山毛櫸是典型溫帶硬木

硬木（hardwood），或稱硬植木，即為闊葉樹材，指由被子植物門的樹所生成的木材。硬木與又稱做軟木的針葉樹材剛好成一對比。硬木一般密度較高及較硬實，但硬木及軟木的真正硬度差異很大，有大比數品種互相重疊，有時硬木（如輕木）比大部分軟木更軟。
硬木一般用於製造露面產品如傢具、木地板或器皿等。在缺乏軟木的地區如澳洲，硬木甚至被用於建築的結構物料。

## 外部連結
- 木材解剖學研究中心